# Szastazaury
Szastazaury – grupa wczesnych ichtiozaurów, obejmująca infrarząd Shastasauria z jedną rodziną Shastasauridae. Wszystkie ichtiozaury, które z pewnością można zaliczyć do tej grupy, żyły w triasie, 230–210 mln lat temu; opisana przez Martina i współpracowników (2015) kość promieniowa odkryta w dolnojurajskich osadach w południowej Walii może należeć do przedstawiciela tej grupy, co w razie potwierdzenia dowodziłoby przetrwania szastazaurów do wczesnej jury. Przedstawiciele tej grupy mieli duże głowy z długim pyskiem. Nie mieli płetw grzbietowych, bądź były one niewielkie. Szastazaury były największymi ichtiozaurami
Jeden z rodzajów szastazaurów, szonizaur dorastał do 23 metrów długości. Szastazaury jadły ryby i inne małe zwierzęta takie jak amonity. Do rodziny zalicza się 8 rodzajów; Cymbospondylus, Delphinosaurus, Himalayasaurus, Merriamia, Pessosaurus, Shastasaurus, Shonisaurus, Toretocnemus. Liczba ta może się jednak zmienić, gdyż niektóre z rodzajów bywają klasyfikowane w osobnych rodzinach, a Himalayasaurus może zostać uznany synonimem Shonisaurus.